# 전한 평제
한 원종 효평황제 유간(漢 元宗 孝平皇帝 劉衎, 기원전 9년 ~ 기원후 5년, 재위 기원전 1년 ~ 기원후 5년)는 전한의 14대 황제이다. 본래 휘는 기자(箕子)였으나, 간으로 고쳤다. 중산효왕 유흥의 아들로 어머니는 위희(衛姬)이다. 아버지를 일찍 여의고 중산왕이 되었으며 애제의 죽음으로 아홉살의 나이에 황제가 되었다. 기원후 4년 왕망의 딸을 황후로 맞았고 이듬해에 왕망에 의해 독살당했다.

## 가족
- 아버지: 중산효왕 유흥
- 어머니: 위희
- 황후: 효평황후 왕씨
- 여동생: 수의군 유알신(修義君 劉謁臣)·승례군 유재피(承禮君 劉哉皮)·존덕군 유격자(尊德君 劉鬲子)
- 장인: 왕망
- 처남: 왕우

## 기년
| 평제        | 원년            | 2년        | 3년        | 4년        | 5년        |
| ----------- | --------------- | ---------- | ---------- | ---------- | ---------- |
| 서력 (西曆) | 1년             | 2년        | 3년        | 4년        | 5년        |
| 간지 (干支) | 신유(辛酉)      | 임술(壬戌) | 계해(癸亥) | 갑자(甲子) | 을축(乙丑) |
| 연호 (年號) | 원시(元始) 원년 | 2년        | 3년        | 4년        | 5년        |

| 전임 아버지 중산효왕 유흥 | 전한의 중산왕 기원전 7년 ~ 기원전 1년 | 후임 유성도 |

| 전임 애제 유흔 | 제14대 전한 황제 기원전 1년 ~ 기원후 5년 | 후임 유자 유영 |